# Hammartjärnen (Näs socken, Jämtland)
Hammartjärnen är en sjö i Östersunds kommun i Jämtland och ingår i Indalsälvens huvudavrinningsområde.